# Bulgaria en los Juegos Europeos
Bulgaria en los Juegos Europeos está representada por el Comité Olímpico Búlgaro, miembro de los Comités Olímpicos Europeos. Ha obtenido un total de 40 medallas: 7 de oro, 15 de plata y 18 de bronce.

## Medalleros

### Por edición
| Evento        | Oro | Plata | Bronce | Total |
| ------------- | --- | ----- | ------ | ----- |
| Bakú 2015     | 1   | 4     | 5      | 10    |
| Minsk 2019    | 3   | 7     | 8      | 18    |
| Cracovia 2023 | 3   | 4     | 5      | 12    |
| TOTAL         | 7   | 15    | 18     | 40    |

### Por deporte
| Evento     | Oro | Plata | Bronce | Total |
| ---------- | --- | ----- | ------ | ----- |
| Bádminton  | 2   | 0     | 1      | 3     |
| Boxeo      | 3   | 2     | 2      | 7     |
| Gimnasia   | 0   | 4     | 2      | 6     |
| Judo       | 0   | 1     | 0      | 1     |
| Karate     | 1   | 1     | 0      | 2     |
| Kickboxing | 0   | 1     | 2      | 3     |
| Lucha      | 0   | 2     | 5      | 7     |
| Sambo      | 1   | 1     | 2      | 4     |
| Taekwondo  | 0   | 0     | 1      | 1     |
| Tiro       | 0   | 2     | 3      | 5     |
| Voleibol   | 0   | 1     | 0      | 1     |
| TOTAL      | 7   | 15    | 18     | 40    |